# Microhyla mixtura
Microhyla mixtura là một loài ếch trong họ Microhylidae. Chúng là loài đặc hữu của Trung Quốc.
Các môi trường sống tự nhiên của chúng là vùng đồng cỏ ôn đới, đồng cỏ khô nhiệt đới hoặc cận nhiệt đới vùng đất thấp, sông, đầm nước ngọt có nước theo mùa, và đất có tưới tiêu. Nó không được xem là bị đe dọa theo IUCN.